# Anastatus giottini
Anastatus giottini är en stekelart som först beskrevs av Girault 1922.  Anastatus giottini ingår i släktet Anastatus och familjen hoppglanssteklar. Inga underarter finns listade i Catalogue of Life.